# Divertore

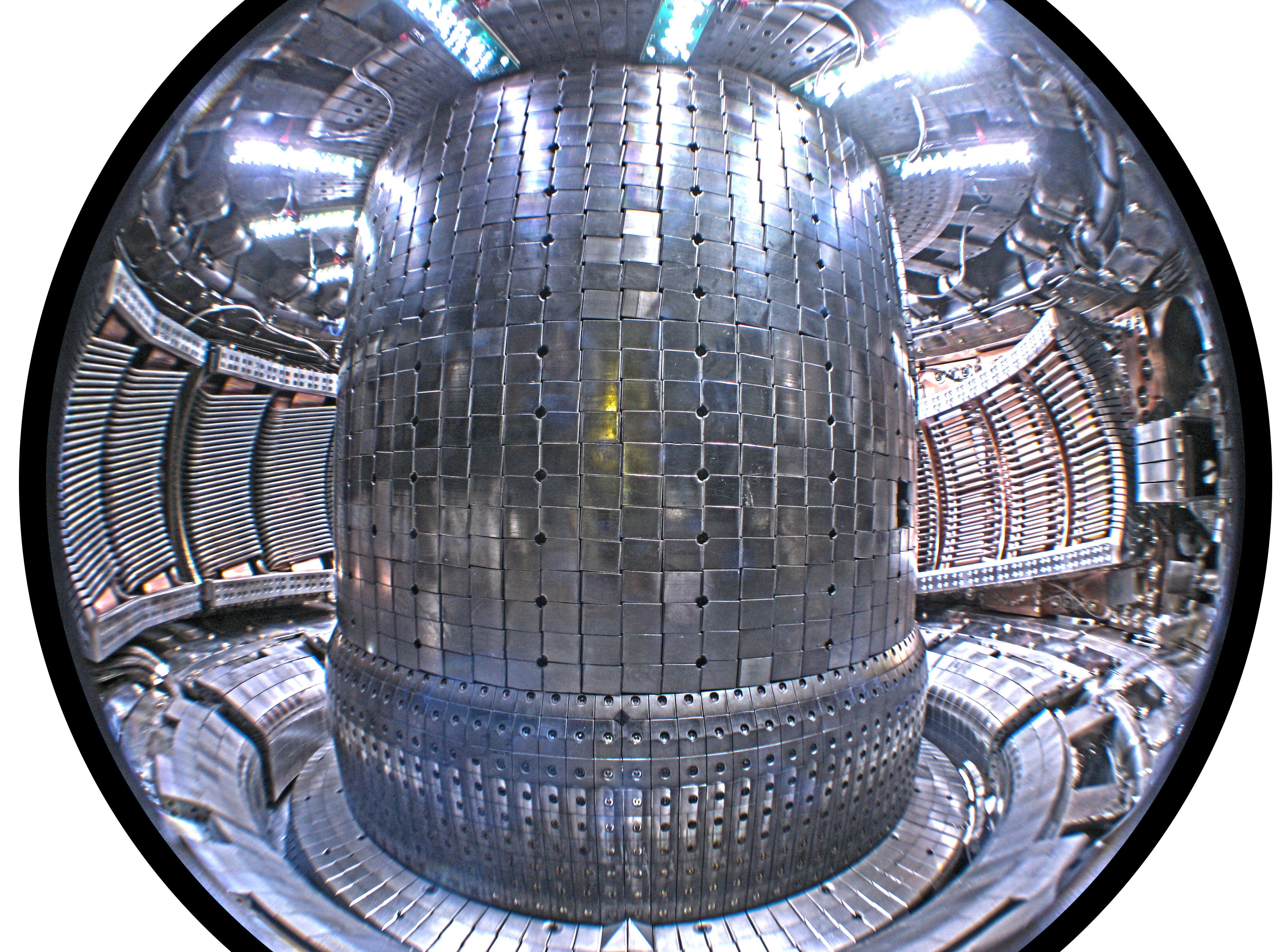
Vista interna del tokamak Alcator C-Mod, che mostra il divertore nella parte inferiore del toro.

In un reattore tokamak per la fusione nucleare il divertore è quella parte della parete su cui è deviato il plasma che naturalmente diffonde perpendicolarmente alle linee di campo magnetico, per effetto neoclassico o per la presenza di turbolenza.
Il divertore è composto da una parte materiale ("tegoli" del divertore, divertor tiles oppure "piatti", divertor plates) e da una parte non materiale, cioè una configurazione a X (punto di nullo) del campo magnetico, che convoglia le particelle contro i tegoli stessi, che sono composti da un materiale adatto a sopportare carichi termici elevati (grafite, tungsteno, o metalli liquidi come il litio). In questo modo, si convoglia il carico termico su una superficie ben definita del toro, evitando quindi che ci siano zone della prima parete colpite inavvertitamente da calore.
Nel reattore a fusione sperimentale ITER il divertore sarà composto da bersagli di tungsteno.

## Storia
Storicamente, il divertore nasce dalle ricerche capitanate negli anni Ottanta dal fisico Friedrich Wagner dell'IPP Garching (Germania) sul tokamak tedesco ASDEX, con lo scopo di aumentare il tempo di confinamento dell'energia di un tokamak. Queste ricerche ebbero un duplice successo: da un lato permisero di ottenere delle scariche a confinamento migliorato (chiamato "modo-H", da high confinement mode), dall'altro permisero di fare un balzo in avanti nel problema dello smaltimento del calore prodotto dal plasma, e, in prospettiva, del calore generato dalle particelle alfa, che sono una delle particelle prodotte dalle reazioni di fusione nucleare. Attualmente, tutti i tokamak hanno una configurazione a divertore, simile a quella di ASDEX.
Prima delle ricerche di Wagner e colleghi, lo smaltimento del calore prodotto da un tokamak avveniva perlopiù tramite il cosiddetto limiter, cioè una fascia cilindrica sulla superficie interna o esterna del toro, a cui il plasma si appoggiava e cedeva il calore in eccesso. Il limiter era però più costoso da realizzare (occupava una superficie maggiore), e non era dotato di un sistema semplice per regolare dall'esterno il flusso di calore da parte del plasma, che fluiva quindi in modo incontrollato, con la possibilità di accumuli locali anche cospicui, che potevano portare al danneggiamento della camera da vuoto. Uno dei principali vantaggi del divertore, infatti, è quello di essere provvisto di un sistema semplice di controllo esterno del flusso di calore, come vedremo in seguito.
Oggi la ricerca nell'ambito del divertore è in grande sviluppo, soprattutto in prospettiva per ITER e DEMO: oltre alla configurazione-base del 1981, si stanno esplorando configurazioni alternative, con più punti a X ("double null" o "snowflake") e con volume maggiore della regione del divertore ("super-X").
Friedrich Wagner, per le sue ricerche pionieristiche sul divertore, ha ricevuto numerose onorificenze, come il premio "John Dawson" dell'American Physical Society per l'eccellenza nella ricerca sulla fisica del plasma (1987), il titolo di fellow dell'American Physical Society (APS, 1991), e infine, nel 2007, il prestigioso Hannes Alfvén Prize, della European Physical Society (EPS).

## Funzionamento fisico

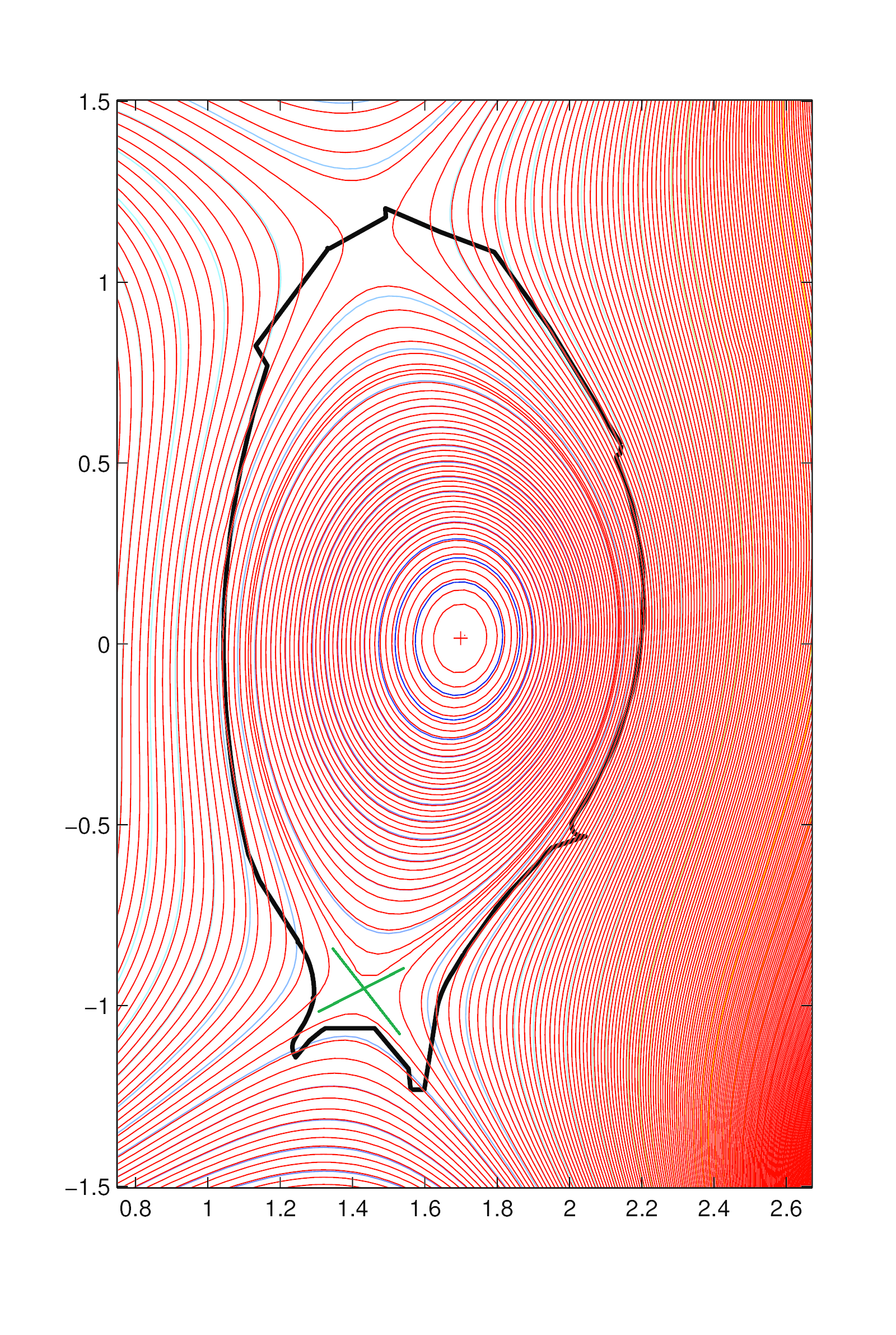
Esempio di equilibrio, con un punto a X nella parte inferiore del plasma, indicato da una croce verde. Tokamak ASDEX-Upgrade, sparo #30984, t=1.389 secondi.

Il principio del divertore si basa su una particolare configurazione magnetica, chiamata punto X. Una delle proprietà del punto X è che una delle componenti del campo magnetico del tokamak si annulla:
{\displaystyle {\vec {B}}_{\theta }=0\quad {\vec {B}}_{\phi }\neq 0}
Un esempio di equilibrio di un tokamak, con un punto a X nella parte inferiore, è mostrato nella figura a fianco, qui a destra: il punto a X è indicato da una croce verde. La linea di campo che include il punto X è chiamata separatrice, indicata nella figura come una linea blu. Il nome separatrice significa appunto che separa il volume interno del plasma, dalla regione esterna, detta SOL (scrape off layer), che è la regione di linee di campo aperte, cioè connesse alla parete.
La presenza del punto X modifica profondamente la diffusione di particelle (elettroni e ioni) lungo le linee di campo: proveremo qui succintamente a spiegarne il funzionamento fisico, seguendo la falsariga dell'articolo di rassegna che descrive i divertori.

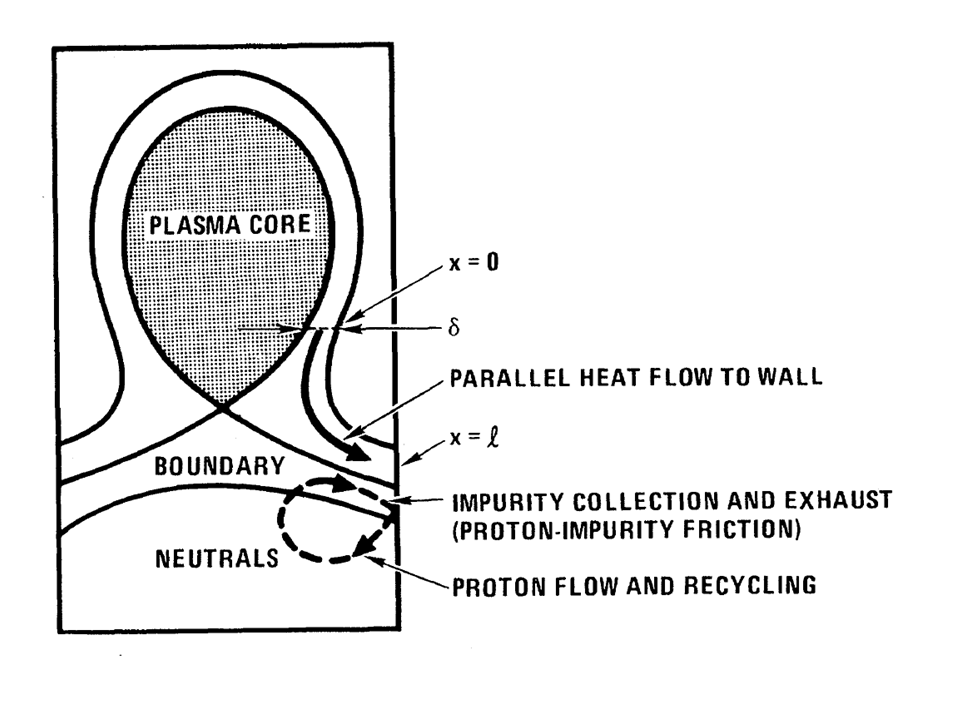
Schema di divertore, adattato da Mahdavi et al., Physical Review Letters 47 (1981), p.1602

All'interno della separatrice, nel cosiddetto "plasma core", la diffusione degli ioni avviene perlopiù perpendicolarmente alle linee di campo, dall'asse del toro verso l'esterno, tramite i consueti meccanismi dei plasmi (diffusione neoclassica o turbolenza elettrostatica). Una volta raggiunta la separatrice, nel momento in cui uno ione entra nel SOL, cambia invece drasticamente il tipo di trasporto, che diventa prevalentemente parallelo (vedi figura qui a sinistra). Da questo momento in poi, per passare dal punto in cui esce dalla separatrice, {\displaystyle x=0}, fino ai "piatti" del divertore, {\displaystyle x=\ell }, uno ione segue una traiettoria parallela alla linea di campo. Sul piano poloidale, lo ione segue la traiettoria rettilinea della separatrice, dal punto X verso i piatti: questo segmento della separatrice è talvolta chiamato "gamba" del divertore (divertor leg). Le due "gambe" del divertore, più il divertore stesso, delimitano una regione triangolare posta sotto il punto X, chiamata "regione privata" (private flux region).
Nel SOL di un divertore, quindi, il parametro che regola il trasporto di calore e di particelle è l'inclinazione ("pitch") delle linee di campo, definita come:
{\displaystyle \Theta ={\frac {dx}{ds}}={\frac {r}{R}}{\frac {d\theta }{ds}}={\frac {r}{R}}{\frac {B^{\theta }}{B}}={\frac {a}{R}}\cdot {\frac {1}{q}}}
dove si è tenuto conto che il divertore è posto in direzione poloidale, per cui conta la direzione poloidale della linea di campo. Ponendo nella formula sopra i valori tipici di un tokamak,  {\displaystyle a/R=1/3} e {\displaystyle q=3}, si ottiene un valore tipico  {\displaystyle \Theta \sim 0.1}. In questo modo, regolando dall'esterno un parametro geometrico, come l'inclinazione della linea di campo, è possibile governare la quantità di calore che si deposita sui piatti del divertore. L'inclinazione della linea di campo è facilmente modificabile agendo sul valore al bordo del fattore di sicurezza {\displaystyle q}, che a sua volta dipende dal campo magnetico e dalla corrente di plasma. Infatti, l'angolo di incidenza della linea rispetto al divertore (grazing angle) {\displaystyle \alpha } è legato al parametro {\displaystyle \Theta } dalla relazione
{\displaystyle \sin \alpha =\Theta }
Il valore tipico del tokamak, {\displaystyle \Theta \sim 0.1}, corrisponde a un angolo radente molto piccolo, appena 5°. 
Una stima del flusso di calore che si deposita sul divertore è data dal rapporto trasporto parallelo al divertore/trasporto perpendicolare, che si esprime in formule come:
{\displaystyle q_{\parallel }/q_{\perp }={\frac {\kappa _{i}T_{i}^{5/2}\Theta ^{2}}{\chi _{i}n}}}
dove {\displaystyle \chi _{i}}è la diffusività termica perpendicolare degli ioni, {\displaystyle \kappa _{i}} quella parallela, {\displaystyle T_{i}} la loro temperatura, ed {\displaystyle n} la loro densità.
Il valore {\displaystyle \Theta ^{2}\sim 0.01} è molto piccolo, ma siccome viene moltiplicato per il rapporto della diffusività parallela/perpendicolare, che è dell'ordine {\displaystyle {\frac {\kappa _{i}}{\chi _{i}}}\approx {\frac {R}{\rho _{i}}}\sim 100}, con R il raggio maggiore e {\displaystyle \rho _{i}}raggio di Larmor, ne consegue che il meccanismo di dispersione del calore da parte del divertore è estremamente efficiente.

## Tecnologia
Le superfici su cui si appoggiano le due "gambe" del divertore sono chiamati "piatti", o "tegoli" del divertore, come anticipato più sopra. Essi devono essere fatti di materiale particolarmente resistente, cioè in grado di sopportare carichi termici fino a 10 MW per metro quadro. In generale, a seconda del materiale, il divertore si può dividere in divertore solido o liquido.

## Il Divertor Test Tokamak (DTT)
Come spiegato sopra, il divertore è un componente essenziale del futuro reattore a fusione nucleare: per questo motivo, nell'ambito del consorzio europeo per gli studi sulla fusione, denominato EUROfusion, è uno dei temi di maggiore interesse, tanto da giustificare un progetto a sé stante, chiamato Divertor Test Tokamak. Nell'ambito di questo argomento di ricerca europeo, nel 2018 è iniziato il progetto tutto italiano di costruzione di un nuovo tokamak, specificamente dedicato a sperimentare configurazioni avanzate di divertore, con alte potenze incidenti sulle tegole del divertore stesso: il progetto ha lo stesso nome DTT del progetto più ampio di EUROfusion, ed è in realizzazione presso i laboratori dell'ENEA di Frascati. EUROfusion ha previsto un investimento di 60 milioni di euro nel progetto del DTT italiano, ma si riserva di investire questi fondi in un secondo momento, a partire dal biennio 2022/2023.